# Breze (Tuzla, BiH)
 Breze su naselje u općini Tuzla, Federacija BiH, BiH.

## Povijest
Ratnih godina tuzlanska općinska i okružna vlast nijekala je sva prava Hrvata zajamčena Ustavom. Nikakvo razmatranje o hrvatskoj općini Soli nije dolazilo u obzir. Studenoga 1994. u Brezama se prava drama. Tuzlanska vlast na čelu s načelnikom Bešlagićem u uskoj suradnji s UNHCR-om sklapala je neke ugovore s vlasnicima kuća koji napuštaju teritorij RBiH. Temeljem tih ugovora u te je bilo predviđeno smjestiti par stotina izbjeglica Bošnjaka i sve to bez konsultacija sa mjesnim vlastima. Srećom je reagirao Općinski odbor HDZ Tuzla na čelu s gosp. Antom Zvonarom i stvar je vraćena na normalu, no uz dosta muke. Da se nije reagiralo, posljedica bi bila da bi se uvelike promijenila struktura stanovništva u selu, tako da bi bilo više žitelja Bošnjaka nego Hrvata čije je i selo. Druga posljedica bila bi poremećaj sustava vlasti. Po načelu "demokratskog" glasovanja koga zagovaraju tuzlanske i uopće bošnjačke vlasti, jedan čovjek - jedan glas, načela koje obezvlašćuje narode u manjini, moglo se zbiti da tako s novim stanovnicima selo promijeni ime unatoč volji matičnih žitelja.

## Kultura
Breza pripada župi sv. Jurja mučenika u Morančanima. U Brezi se nalazi katoličko groblje sv. Josipa zaručnika BDM.

## Stanovništvo
| Breze              |       |       |       |       |
| godina popisa      | 1991. | 1981. | 1971. | 1961. |
| Hrvati             | 285   | 341   | 592   | 595   |
| Srbi               | 5     | 5     | 1     |       |
| Muslimani          | 116   | 82    | 5     |       |
| Slovenci           |       |       |       | 1     |
| Jugoslaveni        | 82    | 47    | 1     |       |
| ostali i nepoznato | 1     | 16    | 1     | 1     |
| ukupno             | 489   | 491   | 600   | 597   |

U zaseoku Breze nalazi se romsko naselje Ljubače, u zapadnom dijelu Mjesne zajednice Ljubače.

## Šport
- Udruga streličara "Vitez Zrinjski" Breze[10]

## Poznate osobe
- Šimo Ešić, hrvatski književnik
- Fabijan Lovrić, hrvatski književnik
- Jagoda Iličić, hrvatski književnik